# سان بييترو في تشيل دورو

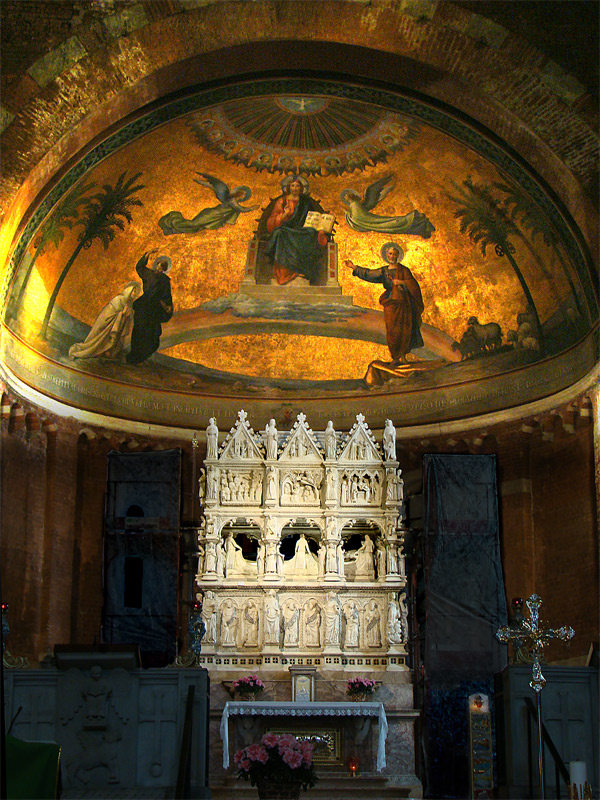
"السماء المذهبة"

القديس بطرس في السماء المذهبة (بالإيطالية: San Pietro in Ciel d'Oro)‏ هي بازيليكا رومانية كاثوليكية (وكاتدرائية سابقة) للأغسطينيين في بافيا في إيطاليا في إقليم لومبارديا.

## أعلام
- أوغسطينوس
- ليوتبراند ملك اللومبارد